# Liste der Monuments historiques in Hampigny
Die Liste der Monuments historiques in Hampigny führt die Monuments historiques in der französischen Gemeinde Hampigny auf.

## Liste der Immobilien
| Bezeichnung       | Beschreibung           | Standort                    | Kennzeichnung | Schutzstatus | Datum | Bild           |
| ----------------- | ---------------------- | --------------------------- | ------------- | ------------ | ----- | -------------- |
| Kirche St-Nicolas | ab dem 12. Jahrhundert | Rue de la Sauvegarde (Lage) | PA00078120    | Classé       | 1995  | weitere Bilder |

## Liste der Objekte
| Bezeichnung                      | Beschreibung                           | Standort                        | Kennzeichnung | Schutzstatus | Datum | Bild |
| -------------------------------- | -------------------------------------- | ------------------------------- | ------------- | ------------ | ----- | ---- |
| Kirchenfenster                   | aus dem 16. Jahrhundert                | in der Kirche St-Nicolas (Lage) | PM10000893    | Classé       | 1995  |      |
| Kreuzigungsgruppe                | Holz, übertüncht, 16. Jahrhundert      | in der Kirche St-Nicolas (Lage) | PM10000897    | Classé       | 1960  |      |
| Glocke (1)                       | Bronze, 1543 gegossen                  | in der Kirche St-Nicolas (Lage) | PM10000894    | Classé       | 1913  |      |
| Skulptur eines heiligen Bischofs | Kalkstein, übertüncht, 16. Jahrhundert | in der Kirche St-Nicolas (Lage) | PM10000895    | Classé       | 1939  |      |
| Skulptur Madonna mit Kind        | Kalkstein, übertüncht, 16. Jahrhundert | in der Kirche St-Nicolas (Lage) | PM10000896    | Classé       | 1939  |      |
| Glocke (2)                       | Bronze, 1581 gegossen                  | in der Kirche St-Nicolas (Lage) | PM10003127    | Classé       | 1913  |      |
| Grabstein für Marguerite Chérot  | Kalkstein, bezeichnet 1508             | in der Kirche St-Nicolas (Lage) | PM10000892    | Classé       | 1913  |      |